# Sacred
Sacred – gra komputerowa z gatunku hack & slash wydana przez niemiecką firmę Ascaron Software. W Polsce gra została wydana 25 maja 2004 roku przez Cenegę Poland. W 2008 roku ukazał się jej prequel Sacred 2: Fallen Angel.

## Fabuła
Niegdyś w Ancarii panował mroczny elf imieniem Shaddar. Mag został pokonany i wygnany do wieży, na jedną z najbardziej okrutnych pustyń. Minęło wiele lat, a ludzie uwierzyli, że mag zginął na wygnaniu. Jednak on czekał na swoją chwilę. Przywołał potężnego demona Sakkarę, który miał mu dopomóc w powrocie na tron, jednak dzięki pomyłce demon zdołał uciec i wywołać zamęt na świecie, ożywiając starodawny kult.

## Rozgrywka
Kraina Ancaria składa się z szesnastu krain połączonych ze sobą i rządzących się własnymi zasadami oraz rozbudowaną fabułę składającą się z 30 misji i około 200 zadań pobocznych, niemających bezpośredniego wpływu na główny wątek. Gracz ma dużą swobodę w zwiedzaniu świata gry (70% lokacji dostępnych jest od samego początku). Krainę zaludnia wielu przeciwników oraz NPC, którzy dynamicznie reagują na nasze poczynania (np. po wykonaniu określonego zadania wybrani kupcy zaoferują lepsze ceny). W grze jest sześć odmiennych klas postaci różniących się m.in. umiejętnościami i zdolnościami w walce, z których każda zaczyna w odmiennym miejscu i ma inne początkowe misje, podczas gry można werbować postacie, a także podróżować i walczyć na koniu. Istnieje możliwość gry wieloosobowej w sieci lokalnej i Internecie.

## Postacie
- Gladiator – potężny wojownik walczący w zwarciu, zupełnie nie znający się na magii. Jest świetnie wyszkolony i potrafi używać większości broni
- Serafia – potomkini rasy mitycznych aniołów. Legendy mówiące o nich sięgają czasów na długo przed osiedleniem się w Ankarii ludzi i elfów. Serafie czerpią moc z niebiańskiej magii
- Leśna elfka – łowczyni i strażniczka lasu. Jej magia służy głównie do obrony. Używa łuków i strzał z zabójczą precyzją, a w walkę wręcz wdaje się jedynie w ostateczności
- Mroczny elf – potomek żądnej władzy rasy odszczepieńców, spokrewnionych z czystą i szlachetną rasą elfów, preferuje zatrute ostrza i pułapki
- Mag bojowy – klasyczny czarodziej, z jedną tylko różnicą; gdy sytuacja tego wymaga, potrafi także walczyć mieczem. Jednak najpotężniejszą bronią maga bojowego jest magia żywiołów
- Wampirzyca – za dnia jest walczącym w zwarciu rycerskim wojownikiem, roznoszącym wrogów na ostrzach mieczy, a nocą piekielną drapieżną bestią przemieniającą swe ofiary w bezwolne sługi przesiąkniętymi krwią pocałunkami

W dodatku Sacred: Podziemia dodane zostały 2 nowe klasy postaci:
- Krasnolud - siłą nie odbiega od gladiatora. Jest ostatnim potomkiem swojej rasy. W jego ekwipunku przeważają bronie dwuręczne takie jak topory i młoty. Jako jedyna postać w grze może korzystać z broni palnej, a na plecach ma armatę
- Demoniczna wiedźma - wypędzona z Podziemi i pozbawiona swych demonicznych mocy zamieszkała w okolicy Bellevue. Posługuje się klasycznymi przedmiotami jak miecze i topory, ale istnieją też przedmioty przeznaczone tylko dla niej

## Dodatki
- 29 października 2004 roku został wydany niewielki dodatek Sacred Plus, który dodał do gry nowe tereny, przedmioty i zadania[3].
- 24 marca 2005 zostało wydane płatne rozszerzenie o nazwie Sacred: Podziemia[4].

## Odbiór gry
Sacred spotkał się z pozytywnym odbiorem w mediach. Średnia gry na Metacritic to 74%, oparta na 37 recenzjach oraz 76,13% (41 recenzji) na GameRankings. CD-Action wystawiło grze ocenę 8/10, chwaląc m.in. grafikę (mimo pewnych minusów, takich jak widoczność pixeli przy zoomie, sam zoom oraz animację), otwarty świat, obecność trybu wieloosobowego i grywalność. Natomiast serwis IGN dał mu ocenę 7,8/10.